# Arturo Llopis
Arturo Jesús Llopis Carbonell, (nacido el 25 de enero de 1971 en Silla, Valencia) es un exjugador de baloncesto y analista financiero español. Con 2.06 de estatura, su puesto natural en la cancha era el de pívot.

## Biografía
Tuvo una breve trayectoria como jugador de baloncesto, ya que se retiró con únicamente 24 años. Fue 6 veces internacional con España. Con una sólida formación académica, está licenciado en Económicas e Informática  por la Universidad de Harvard, después de retirarse trabajó como consultor especializado en análisis de riesgos en el sector de telecomunicaciones y capital riesgo. Posteriormente creó la empresa ValCapital, dedicada al capital de riesgo. Actualmente es socio internacional de la firma de headhunters SpencerStuart.